# Masuyama Tsukasa
Tsukasa Masuyama (sinh ngày 25 tháng 1 năm 1990) là một cầu thủ bóng đá người Nhật Bản.

## Sự nghiệp câu lạc bộ
Tsukasa Masuyama đã từng chơi cho JEF United Chiba, Oita Trinita, Matsumoto Yamaga FC và FC Gifu.